# 光明寺 (木更津市)
光明寺（こうみょうじ）は、千葉県木更津市中央にある日蓮宗の寺院。山号は吉祥山。旧本山は池上本門寺、池上・芳師法縁。歌舞伎与話情浮名横櫛で知られる与三郎の墓所がある。南総七本寺の一つ。

## 歴史
- 建武2年（1335年）天台宗田中堂を日蓮宗に改宗し南総弘法の道場として創建、開山は大経阿闍梨日輪（比企谷妙本寺池上本門寺両山3世）。

## 塔頭
- 坊中支院として本行院、大光院。

## 境内
- 本堂　文政13年（1830年）承教寺の客殿を移築。昭和47年（1972年）改築された。
- 鐘楼　昭和39年（1964年）改築。
- 七面堂　昭和35年（1960年）改築。
- 山門（薬医門）
- 舞鶴の松（木更津市銘木百選）
- 与三郎追善塔婆　片岡仁左衛門と坂東玉三郎の建立。

## 旧末寺
日蓮宗は昭和16年に本末を解体したため、現在では、旧本山、旧末寺と呼びならわしている。
- 法雲山妙性寺(君津市大鷲)
- 大正山光徳寺(阿蘇市西町)

## 参考資料
- 日蓮宗寺院大鑑編集委員会『宗祖第七百遠忌記念出版 日蓮宗寺院大鑑』大本山池上本門寺 (1981年)
- 稿本千葉県誌
- 木更津市史

## 公式サイト
- 公式ウェブサイト（日本語）